# Saprinus politus
Saprinus politus é uma espécie de insetos coleópteros polífagos pertencente à família Histeridae.
A autoridade científica da espécie é Brahm, tendo sido descrita no ano de 1790.
Trata-se de uma espécie presente no território português.